# Panchala alea
Arhopala alea là một loài bướm ngày thuộc họ Bướm xanh. Nó được tìm thấy ở châu Á.

## Hình ảnh

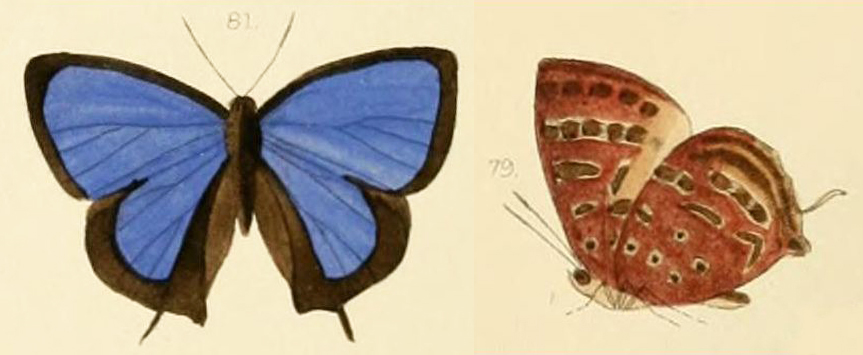
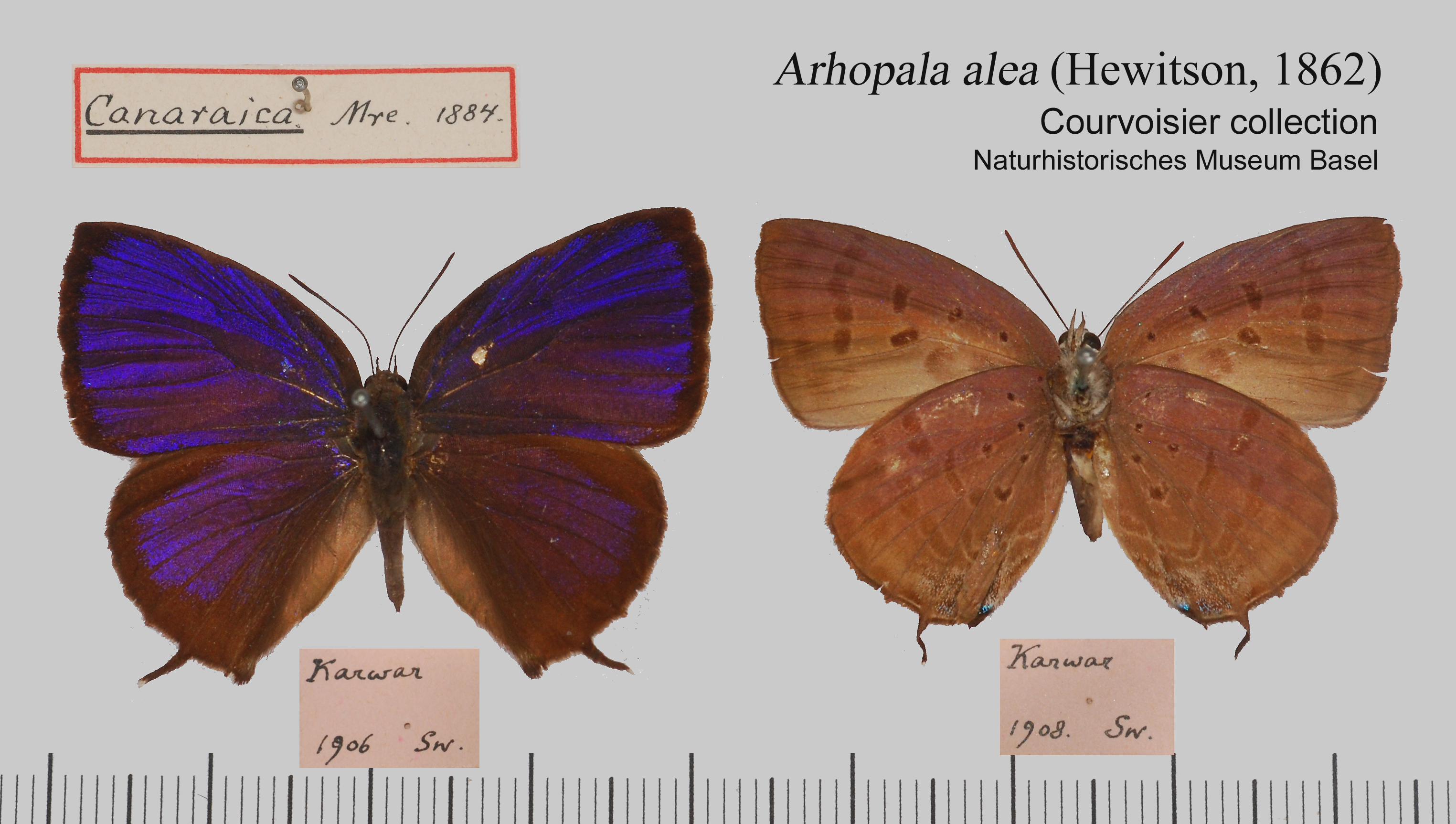